# Courmayeur
Courmayeur (arpità Croméyeui) és un municipi italià, situat a la regió de Vall d'Aosta. L'any 2020 tenia 2.733 habitants. Es troba als peus del Mont Blanc. Limita amb els municipis de Bourg-Saint-Maurice (Savoia), Chamonix-Mont-Blanc (Savoia), La Salle, La Thuile, Les Contamines-Montjoie (Savoia), Morgex, Orsières (Valais), Pré-Saint-Didier, Saint-Gervais-les-Bains (Savoia) i Saint-Rhémy-en-Bosses.

## Administració
| Període   | Identitat          | Partit      |
| --------- | ------------------ | ----------- |
| 2007-2017 | Fabrizia Derriard  | Independent |
| 2017-     | Stefano Miserocchi | Independent |

## Personatges il·lustres
- Joseph-Marie Henry, sacerdot, alpinista i botànic

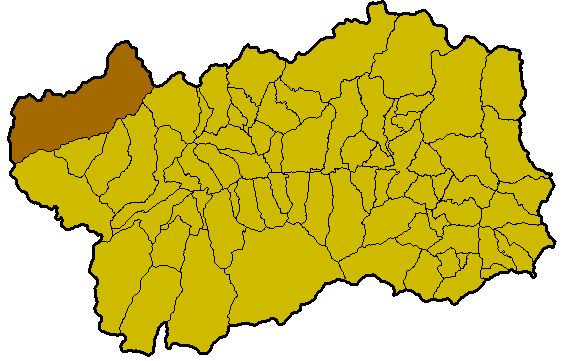
Situació de Courmayeur a la Vall

- Mario Puchoz, alpinista.
- Marco Albarello, atleta olímpic